# Pina de Montalgrao
Pina de Montalgrao – gmina w Hiszpanii, w prowincji Castellón, we wspólnocie autonomicznej Walencja, o powierzchni 31,6 km². W 2011 roku liczyła 149 mieszkańców.